# Weltethos-Institut Tübingen
Das Weltethos-Institut Tübingen (WEIT, auch engl. Global Ethic Institute) ist ein An-Institut der Universität Tübingen, das sich insbesondere mit Themen der Wirtschafts- und Unternehmensethik auseinandersetzt. Es wurde im Jahr 2011 von der Stiftung Weltethos, der Karl Schlecht Stiftung und der Universität Tübingen ins Leben gerufen. Ziel der Arbeit des Instituts ist die Weiterentwicklung der Weltethos-Idee für Wirtschaft und Zivilgesellschaft durch Forschung, Lehre und Praxistransfer.

## Entstehung
Hintergrund für die Errichtung des WEIT ist das Projekt Weltethos des Schweizer Theologen Hans Küng. Küng geht davon aus, dass allen Weltreligionen ein gemeinsames Weltethos zugrunde liegt. Konkret lässt sich dieses Weltethos auf die Prinzipien der Goldenen Regel und des Humanismus sowie auf vier Formeln herunterbrechen: Gewaltlosigkeit und Ehrfurcht vor allem Leben, Solidarität und Gerechtigkeit, Toleranz und Wahrhaftigkeit sowie Gleichberechtigung und Partnerschaft zwischen den Geschlechtern.
Zur Förderung und Verbreitung dieser Idee existiert seit 1996 die Stiftung Weltethos in Tübingen. Diese war kurz vor der Emeritierung Küngs an der dortigen Universität mit Kapital des Stifters Karl Konrad von der Groeben gegründet worden. Im Jahr 2009 hatte die Stiftung Weltethos gemeinsam mit Entscheidungsträgern aus Politik und Wirtschaft das Manifest Globales Wirtschaftsethos erarbeitet. Im Jahr 2011 ermöglichte dann eine neuerliche Stiftung des süddeutschen Unternehmers Karl Schlecht die Errichtung eines Weltethos-Instituts mit Fokus auf interkulturelle Fragen der Globalisierungs- und Wirtschaftsethik. Über die von ihm ins Leben gerufene Karl Schlecht Stiftung sicherte er dem zu gründenden Institut die Grundfinanzierung zu. Dies führte zur Gründung des WEIT in Zusammenarbeit der Stiftung Weltethos mit der Universität Tübingen im April 2012. Zum Direktor des neu entstandenen Instituts wurde seinerzeit der Bostoner Professor Claus Dierksmeier ernannt. Von Juni 2018 bis Februar 2025 war Ulrich Hemel der Direktor des Weltethos-Instituts. Seit Februar 2025 ist der Ökonom und Theologe Nils Goldschmidt Direktor des Weltethos-Instituts.

## Forschung
Der Forschungsschwerpunkt liegt auf der wissenschaftlichen Fundierung eines Wirtschafts- und Globalisierungsethos. Dazu verfügt es über eine Professur für Globales Wirtschaftsethos.
Konkret betreibt das Weltethos-Institut einerseits Grundlagenforschung sowohl für eine Ethik der Globalisierung als auch im Bereich der Wertefundierung im Business. Dabei wird explizit ein interdisziplinärer Ansatz verfolgt, der Ergebnisse verschiedener Geistes- und Sozialwissenschaften einbindet.

## Lehre
In Kooperation mit internen und externen Dozenten bietet das Institut regelmäßig Lehrveranstaltungen zum Thema Ethik und Wirtschaft sowie Globalisierungsfragen an der Universität Tübingen an. Pro Semester werden etwa zwölf Seminare angeboten. Zum Teil ist das Institut auch an Bildungseinrichtungen außerhalb der Universität aktiv.

## Wirken
Neben der Forschungstätigkeit ist der Praxistransfer ein zentraler Grundpfeiler der Arbeit des Instituts. Das WEIT ist unter anderem Mitglied der UN-Initiative Principles for Responsible Management Education (PRME) als Teil des Global Compact, der Gesellschaft für Nachhaltigkeit e.V. (GfN), des Netzwerk Plurale Ökonomik und des Humanistic Management Network. Es veranstaltet und beteiligt sich regelmäßig an Veranstaltungen an der Schnittstelle zwischen Wirtschaft, Ethik und Gesellschaft.